# Daunové
Daunové byli šlechtický rod původem z Porýní, od 17. století usazený v Habsburské monarchii. V roce 1655 byli povýšeni do hraběcího stavu a v několika generacích se uplatnili jako významní vojevůdci, čtyři z nich dosáhli v rakouské armádě hodnosti polního maršála. Maršál Vilém Daun (1621–1706) se zúčastnil obrany Vídně v roce 1683 a závěr své kariéry strávil jako zemský velitel v Čechách. Jeho syn Wirich Filip (1669–1741) byl též polním maršálem a místokrálem v Neapoli, v Itálii obdržel titul knížete z Thiana. V další generaci vynikl maršál Leopold Josef Daun (1705–1766) jako úspěšný vojevůdce sedmileté války. V jedné linii vlastnili od 18. století statky na Moravě (Bítov, Jemnice). Rod vymřel v roce 1904.

## Dějiny rodu

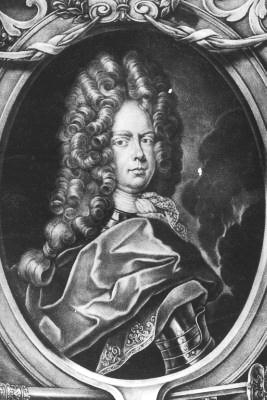
Polní maršál hrabě Wirich Daun (1669–1741), místokrál v Neapoli, kníže z Thiana

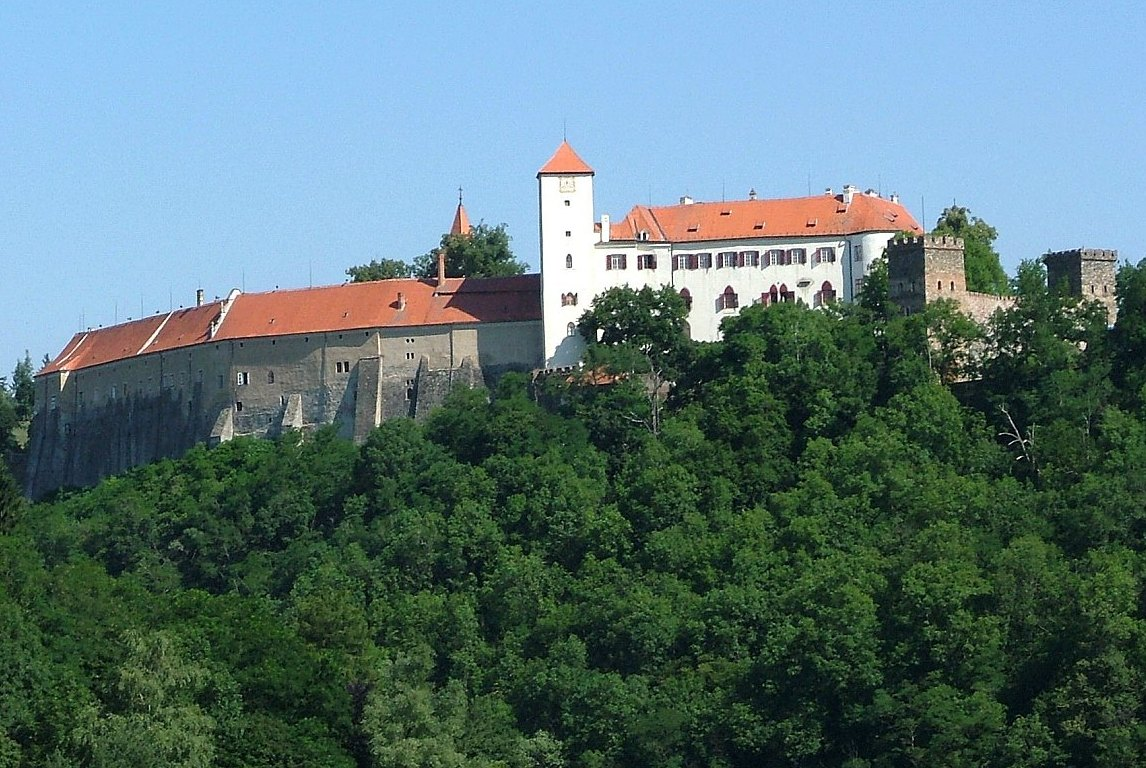
Hrad Bítov, majetek Daunů 1755–1904

Nejstarším rodovým sídlem byl Daun (též pod názvem Dune nebo Thaun) poblíž Trevíru. Podle romantizujících pověstí z 19. století se předkové Daunů objevují již v 8. století v řadách vojska franckého vévody Karla Martela. Prokazatelná linie rodu je ale sledovatelná až od 12. století, panství Daun jim patřilo od roku 1398. Později se Daunové rozdělili do tří větví označovaných podle rodových sídel, dvě linie vymřely během 16. a 17. století. Nejdéle se udržela větev Daun-Oberstein, z níž trevírský arcibiskupský hofmistr Petr Daun v 16. století rozšířil majetek v Porýní. Jeho pravnuk Filip Arnošt (†1671) vstoupil do císařských služeb a spolu s bratrem Janem Jakubem byl v roce 1655 povýšen do říšského hraběcího stavu (Reichsgraf von Daun auf Sassenheim und Callaborn). Filipův syn Vilém (1621–1706) dosáhl v císařské armádě hodnosti polního maršála a kariéru zakončil jako zemský velitel v Čechách.
I když Vilém ještě vlastnil statky v Porýní, trvale se již usadil v Rakousku, kde v roce 1658 koupil panství Ladendorf (Dolní Rakousy), rodovým majetkem zde byl také zámek Kirchstetten. Rakouská panství si po Vilémově smrti rozdělili synové Wirich Filip (1669–1741) a Jindřich Reichard (1673–1729), nejmladší syn Jindřich Josef (1678–1761) byl odbyt finanční hotovostí a později se usadil na Moravě. Wirich Filip byl významným pokračovatelem vojenské tradice, dosáhl hodnosti polního maršála a byl mimo jiné místokrálem v Neapoli. Od císaře Karla VI. také obdržel neapolský titul knížete z Thiana (italsky Teano). Kromě venkovských statků nechal postavit palác ve Vídni (dnes známý jako palác Kinských), který jako dílo J. L. Hildebrandta patří k významným památkám barokní palácové architektury. Po roce 1722 podle projektu Donata d'Allia nechal stavebně upravit zámek v Ladendorfu. Z potomstva Jindřicha Reicharda se dcera Eleonora Ernestina (1721–1789) provdala za portugalského státníka Sebastiana de Carvalho e Melo (1699–1782), který během války o rakouské dědictví pobýval jako diplomat ve Vídni. Později proslul pod jménem markýz de Pombal jako dlouholetý první ministr v Portugalsku (1750–1777) a osvícenský reformátor.
Wirich Filip měl dva syny, starší Ferdinand Jindřich (1698–1739) byl c.k. komořím a dolnorakouským vládním radou. Měl jediného syna Karla Josefa (1728–1805), který byl kanovníkem v Salcburku. Wirichův mladší syn Leopold Josef (1705–1766) se stal nejslavnějším členem rodu. Vynikl v dynastických válkách 18. století, nejvíce jej proslavilo vítězství u Kolína (1757) za sedmileté války. Dosáhl hodnosti polního maršála, stal se prezidentem dvorské válečné rady a získal Řád zlatého rouna. S manželkou Marií Josefou Fuchsovou, ovdovělou Nosticovou (1711–1764), měl jediného syna Františka Karla (1746–1771). Posledním potomkem Wirichovy linie byl Josef František Albín Daun (1771–1851), který byl proboštem v Salcburku a kanovníkem v Pasově. Dcera maršála Leopolda Dauna Marie Terezie (1745–1777) se provdala za hraběte Leopolda Pálffyho. O dvě generace později Ferdinand Leopold Pálffy (1807–1890) jako dědic daunského peněžního fideikomisu začal od roku 1853 užívat jméno Pálffy-Daun a v roce 1876 získal i nárok na titul knížete z Thiana (Graf Pálffy-Daun ab Erdöd, Fürst von Teano).

## Daunové na Moravě

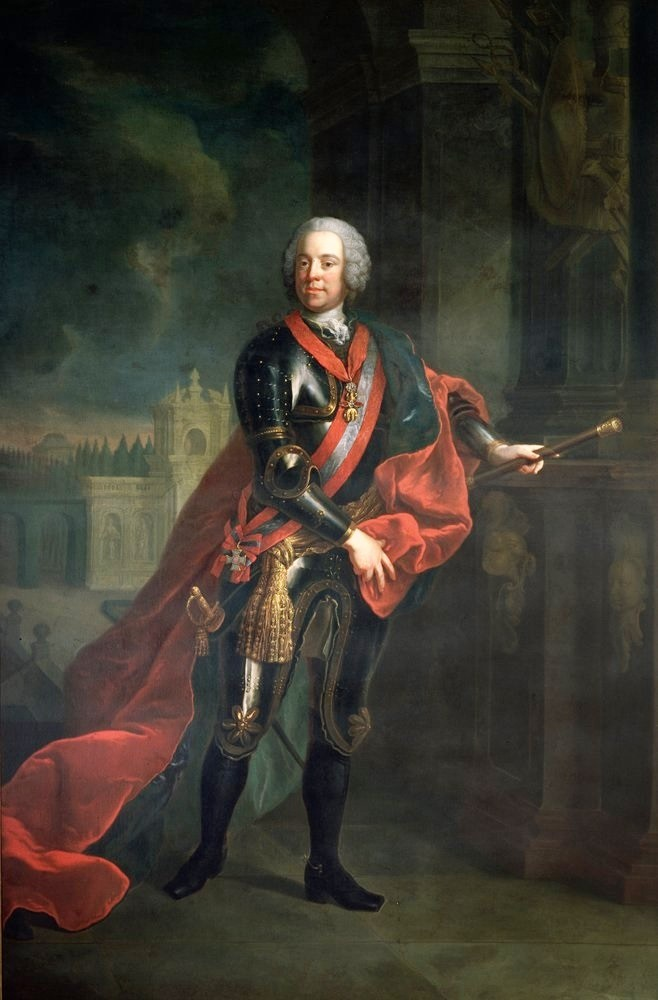
Polní maršál hrabě Leopold Daun (1705–1766), vítěz bitvy u Kolína, prezident Dvorské válečné rady a rytíř Řádu zlatého rouna

Nejmladší syn zemského velitele v Čechách Viléma Dauna Jindřich Josef (1678–1761) sloužil také v armádě a dosáhl hodnosti polního maršála. Jako první z Daunů získal majetek na Moravě, když v roce 1724 koupil Dalešice a později Slavětice. Do moravského prostředí pronikl již předtím sňatkem s Marií Leopoldinou Jankovskou z Vlašimi (1697–1734) a později jménem svého nezletilého syna Maxmiliána Xavera Dauna (1721–1790) vedl dlouholetý soudní spor o dědictví Jankovských představované panstvími Bítov a Jemnice s připojenými statky Skalice, Horní Kounice a Slatina. Maxmilián Xaver byl c.k. komořím, dolnorakouským vládním radou a nárok na Bítov a Jemnici definitivně obhájil až v roce 1755, následně v roce 1764 prodal otcem zakoupené Dalešice. Zasloužil se také o výstavbu paláce ve Znojmě (Masarykovo náměstí č.p. 23). Byl třikrát ženatý, jeho první manželka Marie Josefa (1738–1767) byla dcerou českého nejvyššího kancléře Františka Ferdinanda Kinského, další dvě manželky pocházely z rodu Wilczků.

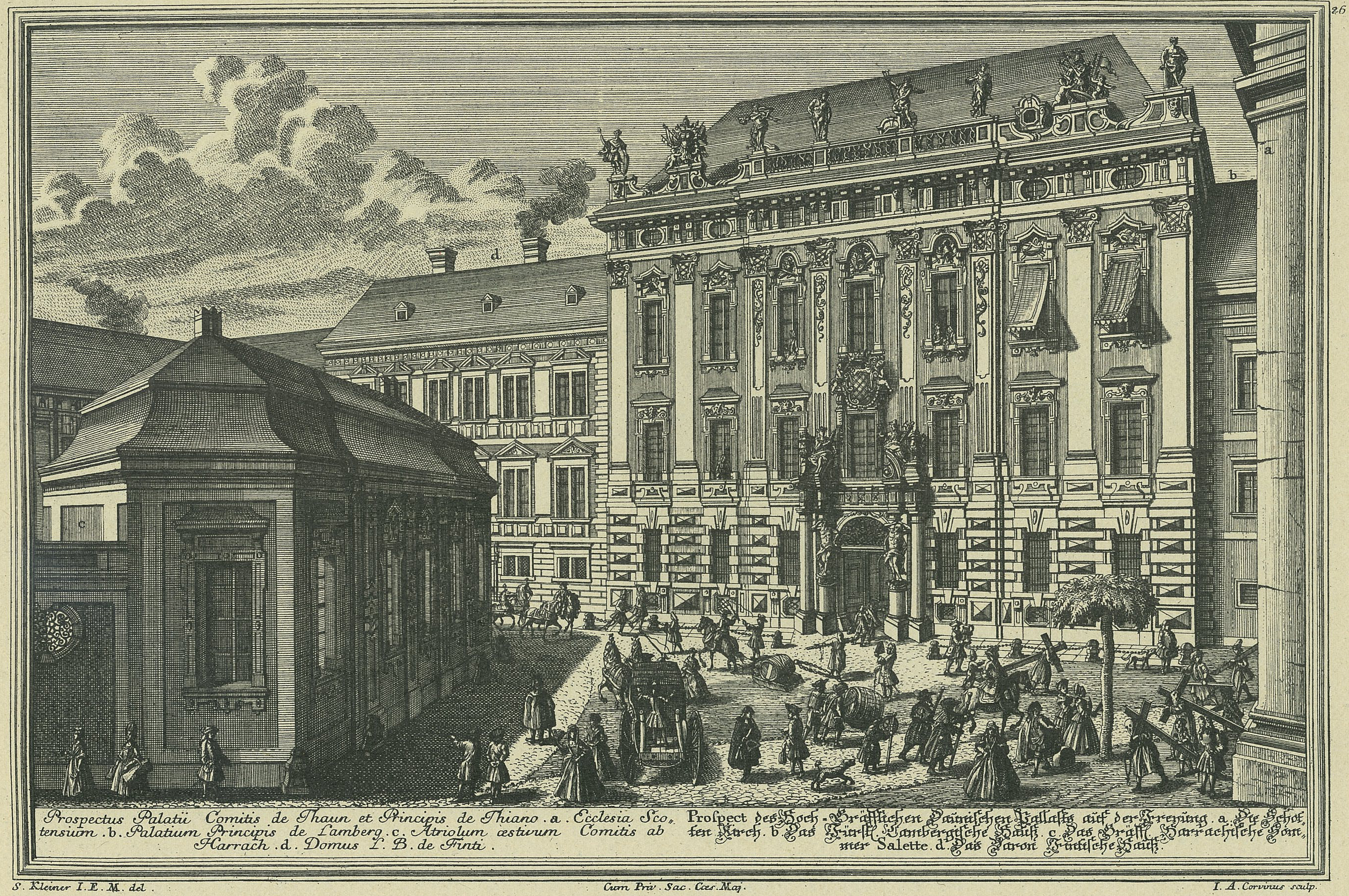
Palác Daunů ve Vídni

Pokračovatelem rodu na Bítově byl František Josef (1781–1836), c.k. komoří, major a čestný rytíř Maltézského řádu. Ten v roce 1811 zahájil rozsáhlou přestavbu hradu Bítova, kvůli vysokým finančním nákladům proto v roce 1815 prodal Jemnici. Později však přikoupil menší statky Biskupice (1829) a Rešice (1833), těmito akvizicemi rozšířil bítovské dominium. Mimoto nechal po roce 1831 přestavět zámek ve Skalici, která byla součástí bítovského panství. V přestavbě bítovského hradu pokračoval jeho nejstarší syn Jindřich Maxmilián (1805–1890), zatímco mladší bratři Vladimír (1812–1896) a Otakar (1813–1904) sloužili v armádě a dosáhli generálských hodností. Žádný z bratrů nezanechal potomstvo a jako poslední potomek Daunů zemřel Otakar Daun 8. října 1904 na Bítově. Prostřednictvím sňatku jejich sestry Berty (1807–1856), provdané Haugvicové, přešel Bítov v dědickém řízení na Otakarova synovce hraběte Karla Haugvice. K velkostatku Bítov patřilo v té době přibližně 4 000 hektarů půdy. Rodinný archiv Daunů je uložen v Moravském zemském archivu v Brně.

## Osobnosti

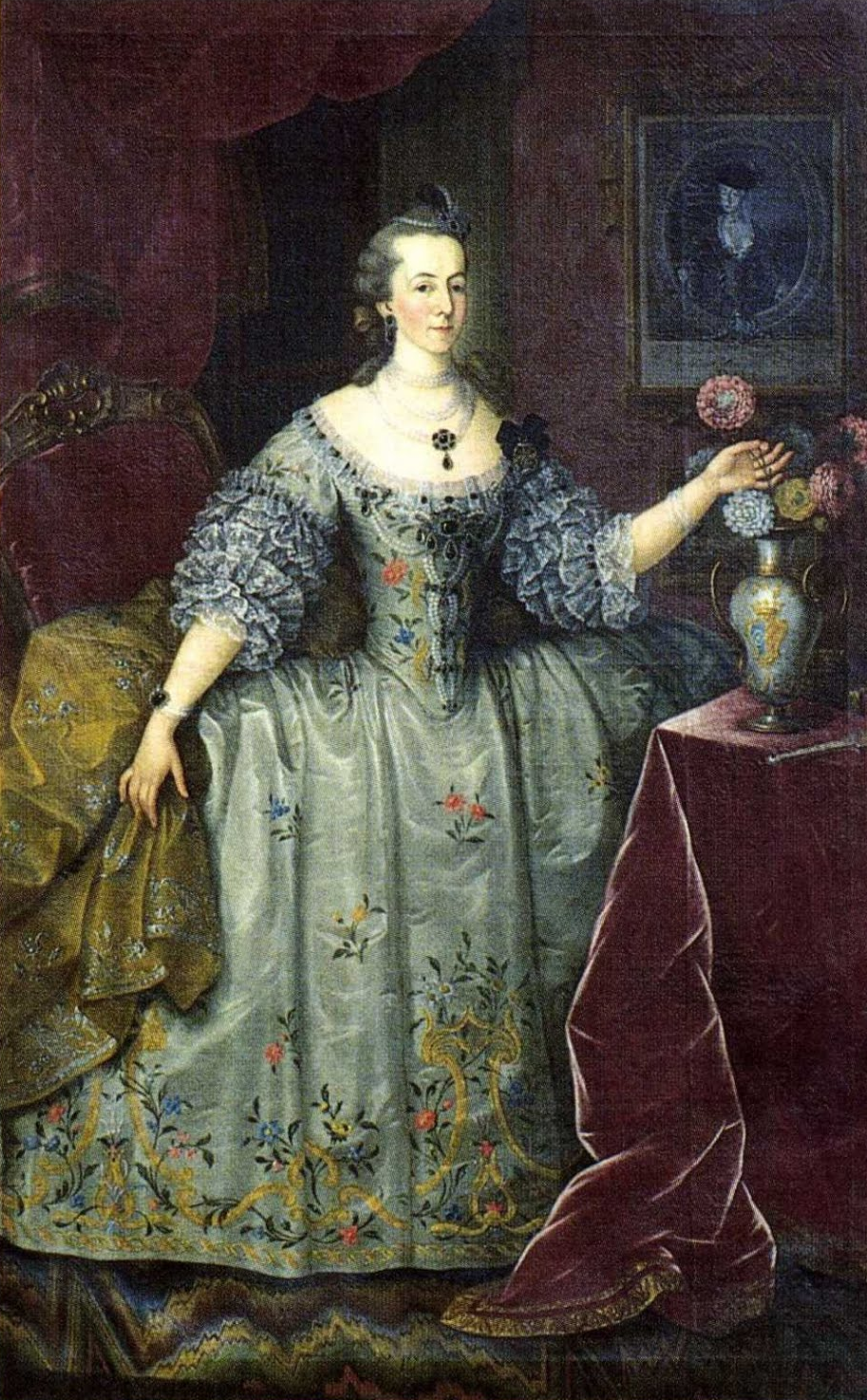
Eleonora Ernestina markýza de Pombal, rozená hraběnka Daunová, manželka portugalského prvního ministra markýze de Pombal

- Vilém Jan Antonín (1621–1706), polní maršál, zemský velitel v Čechách
- Wirich Filip Lorenz (1669–1741), polní maršál, místokrál v Neapoli
- Jindřich Reichard (1673–1729), polní zbrojmistr
- Jindřich Josef (1678–1761), polní maršál, velitel v Budíně, člen dvorské válečné rady
- Jan Benedikt (1700–1766), generál jezdectva
- Leopold Josef (1705–1766), polní maršál, prezident dvorské válečné rady, rytíř Řádu zlatého rouna
- František Josef (1727–1785), polní podmaršál
- Karel Josef (1728–1805), kanovník v Salcburku
- Josef Albín František (1771–1851), kanovník v Salcburku a Pasově
- Vladimír (1812–1896), c.k. komoří, polní podmaršál
- Otakar (1813–1904), c.k. komoří, generálmajor, poslední mužský potomek rodu

## Galerie

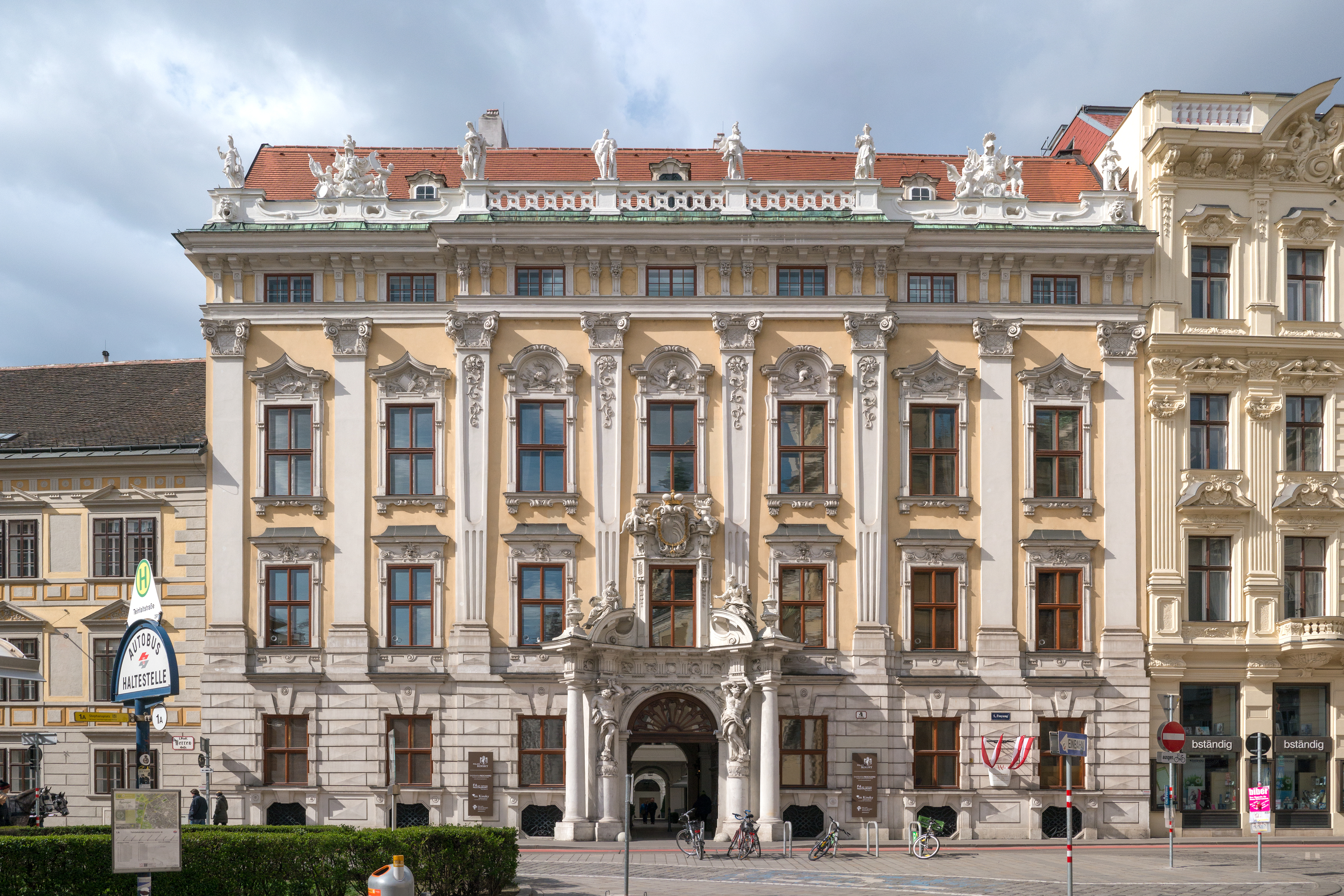
Palác Daunů ve Vídni
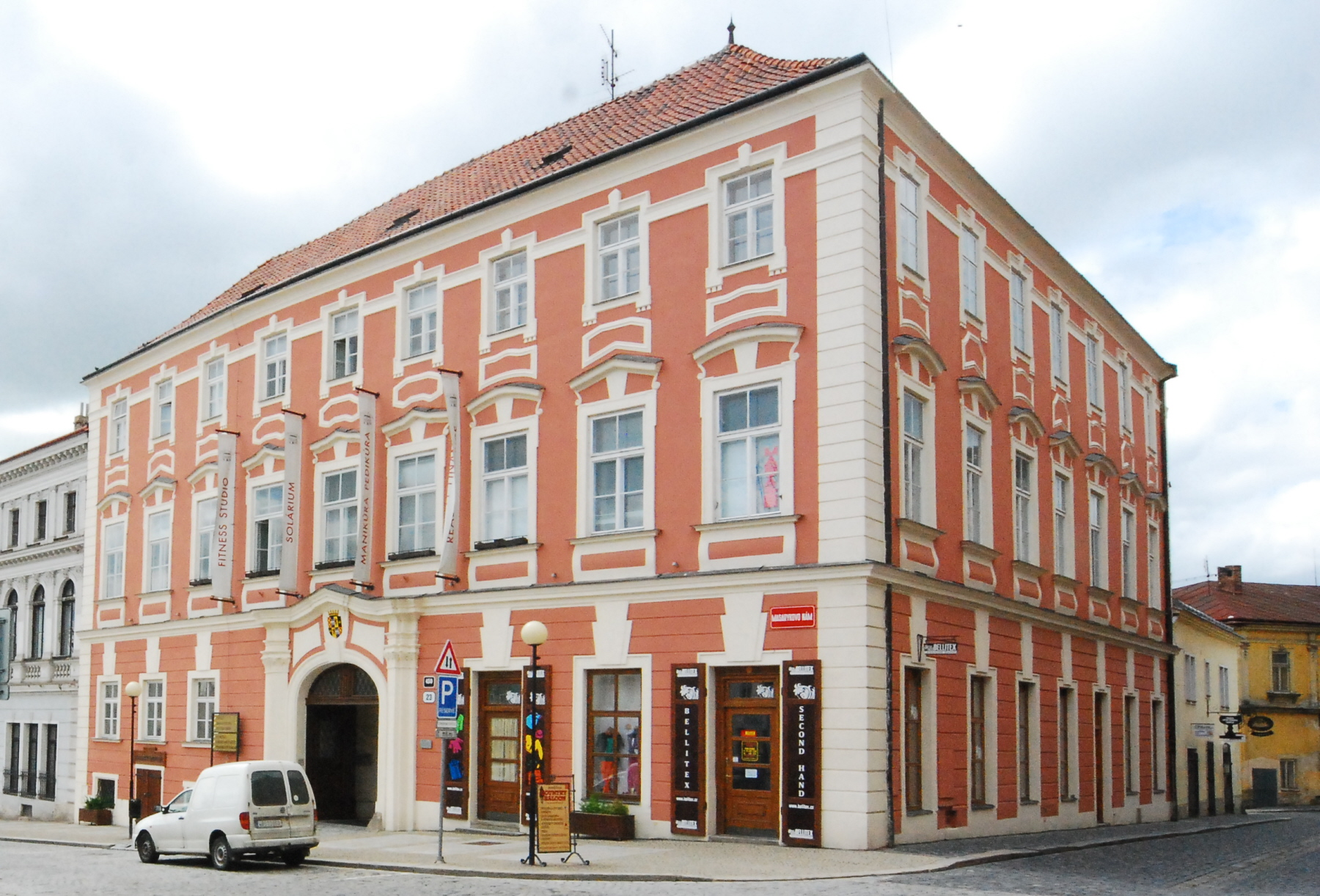
Palác Daunů ve Znojmě
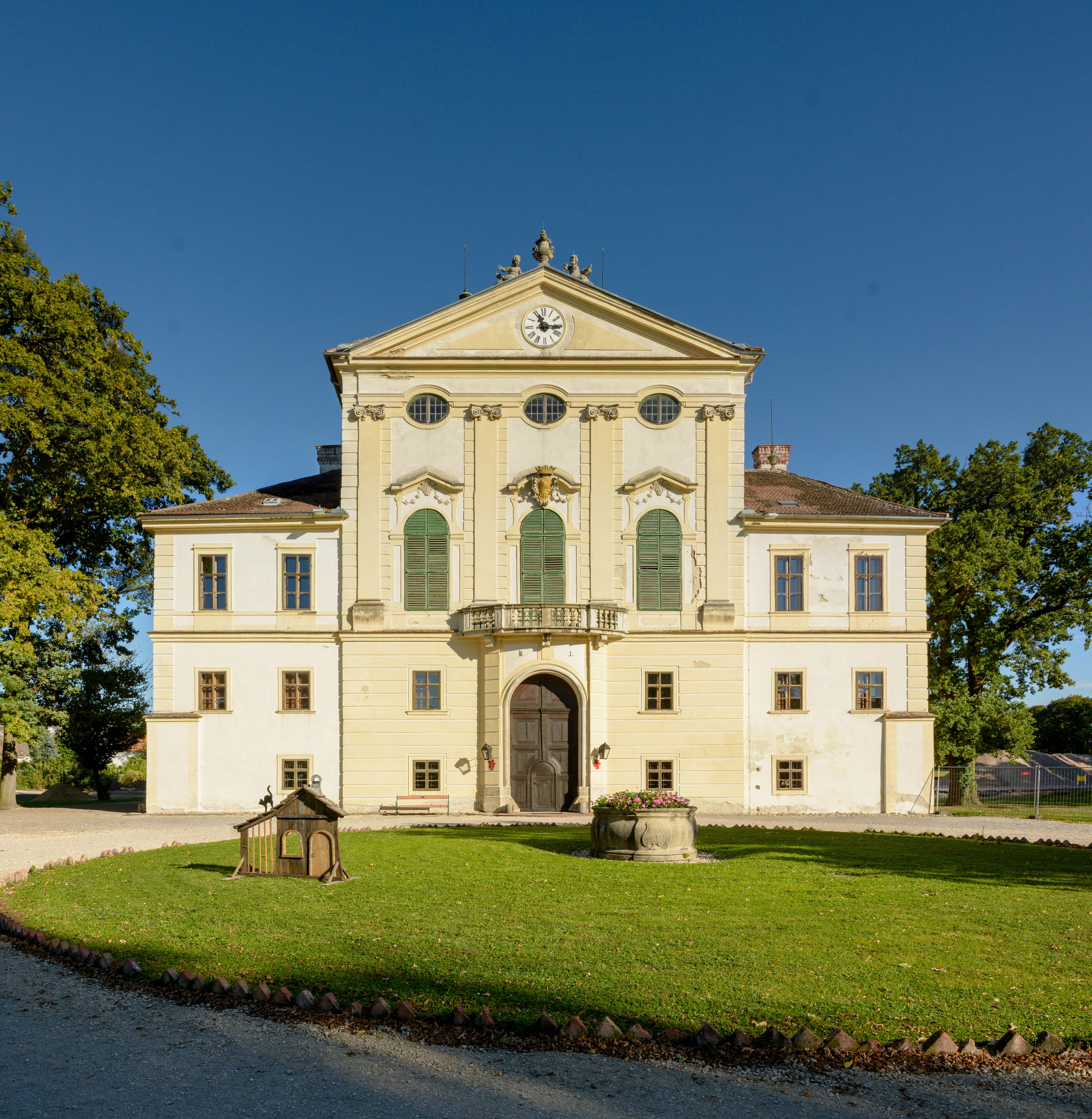
Zámek Kirchstetten v Dolních Rakousích
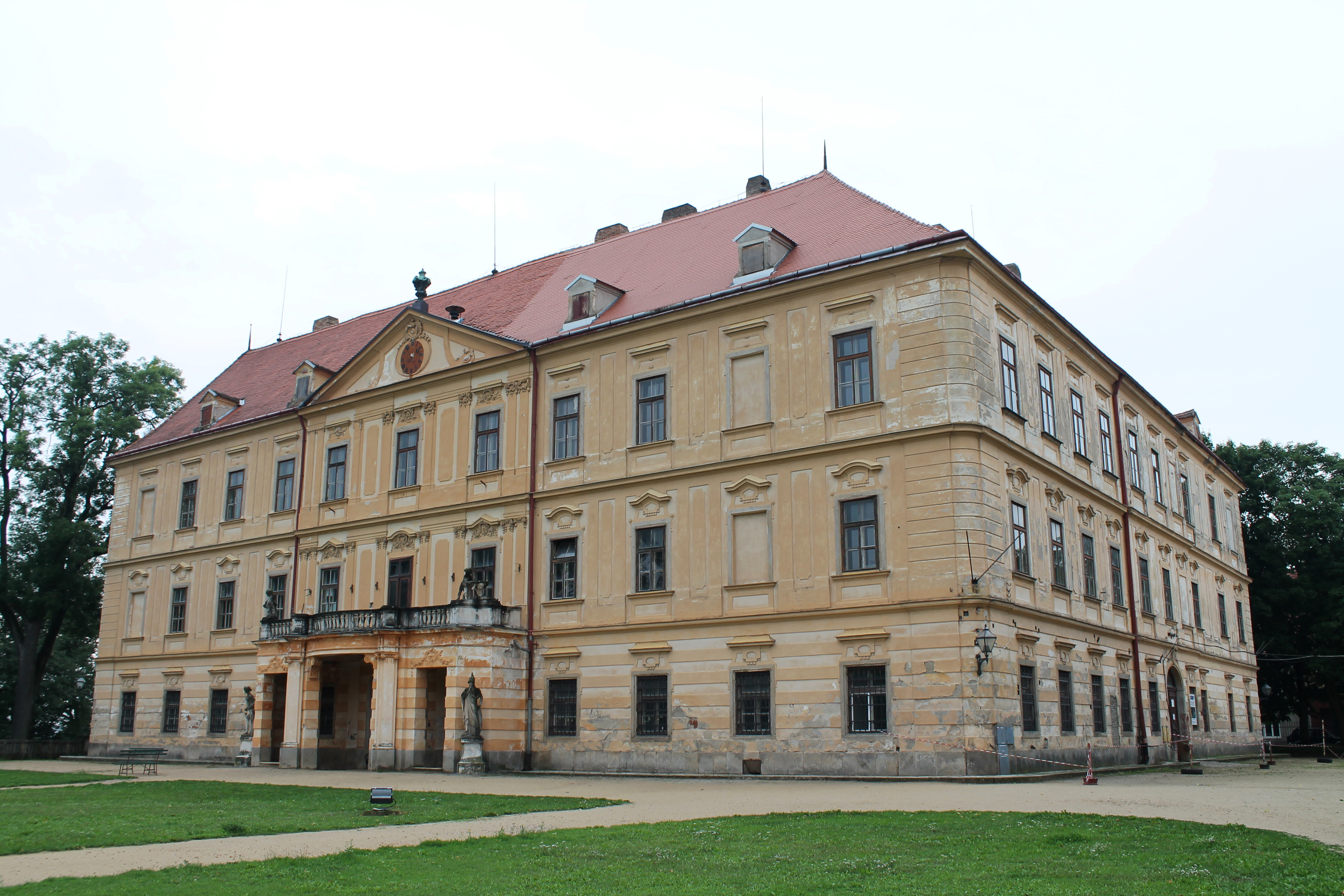
Zámek Jemnice (majetek Daunů 1734–1815)
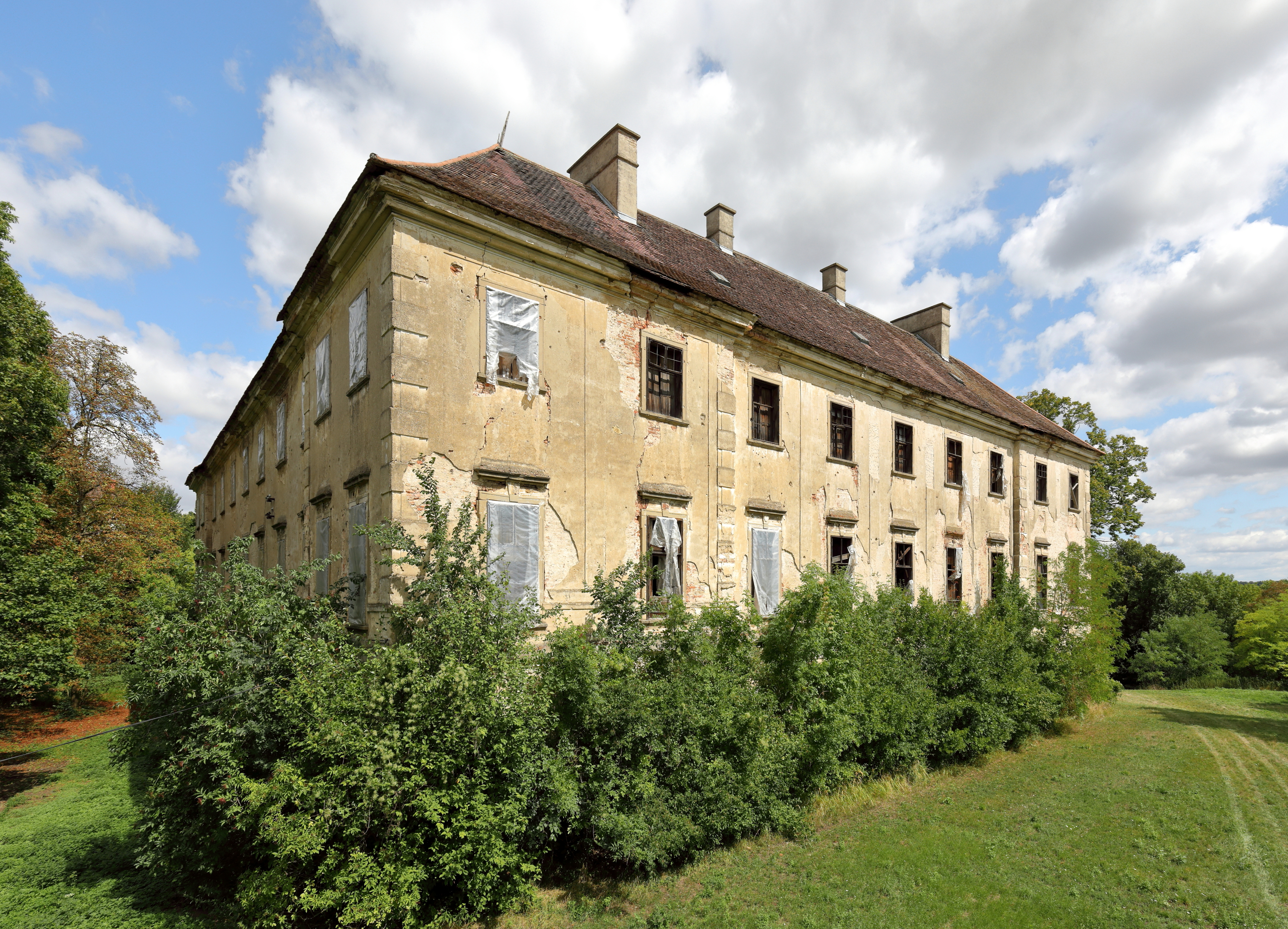
Zámek Ladendorf (Dolní Rakousy)
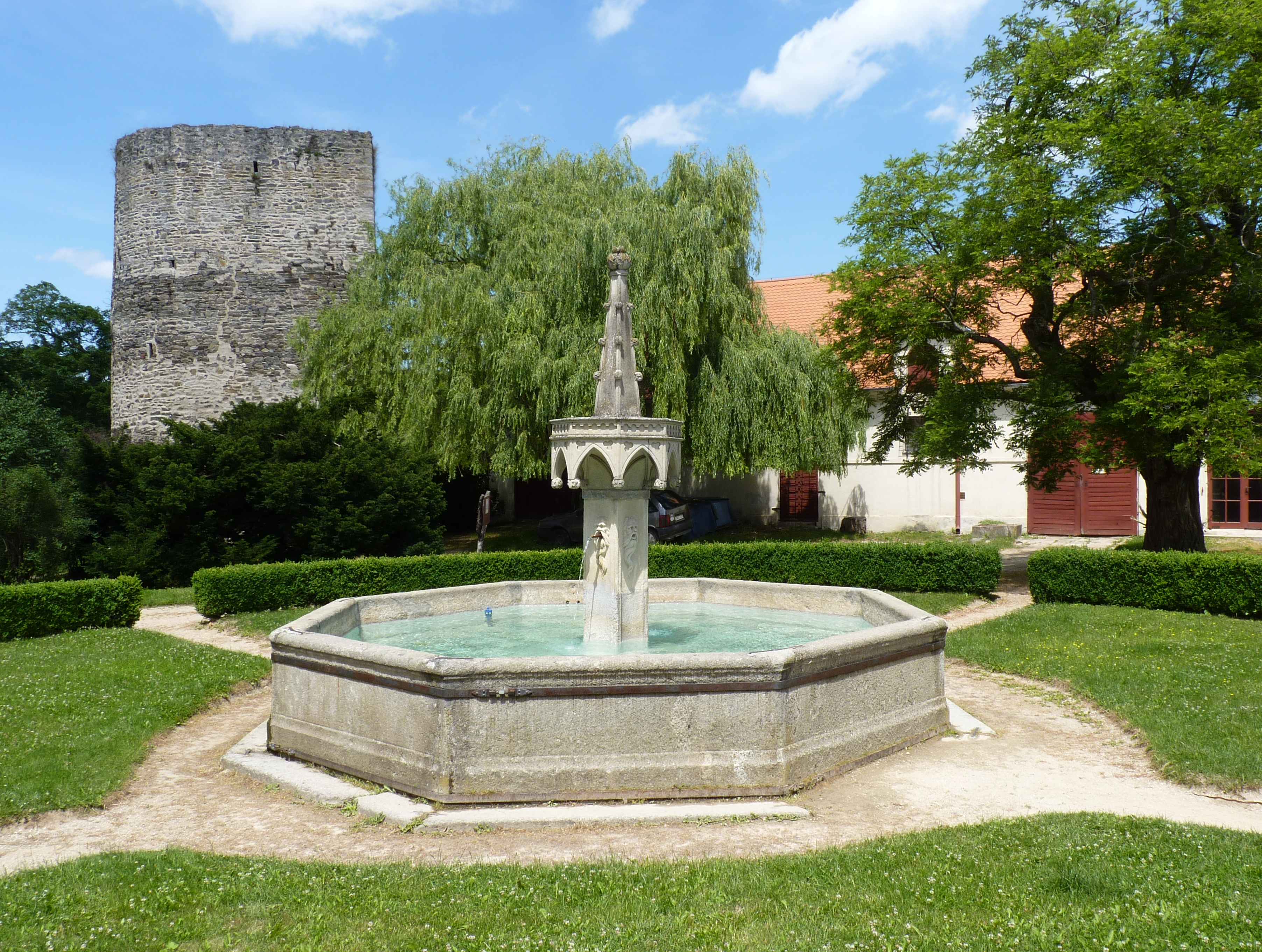
Nádvoří hradu Bítov (majetek Daunů 1755–1904)
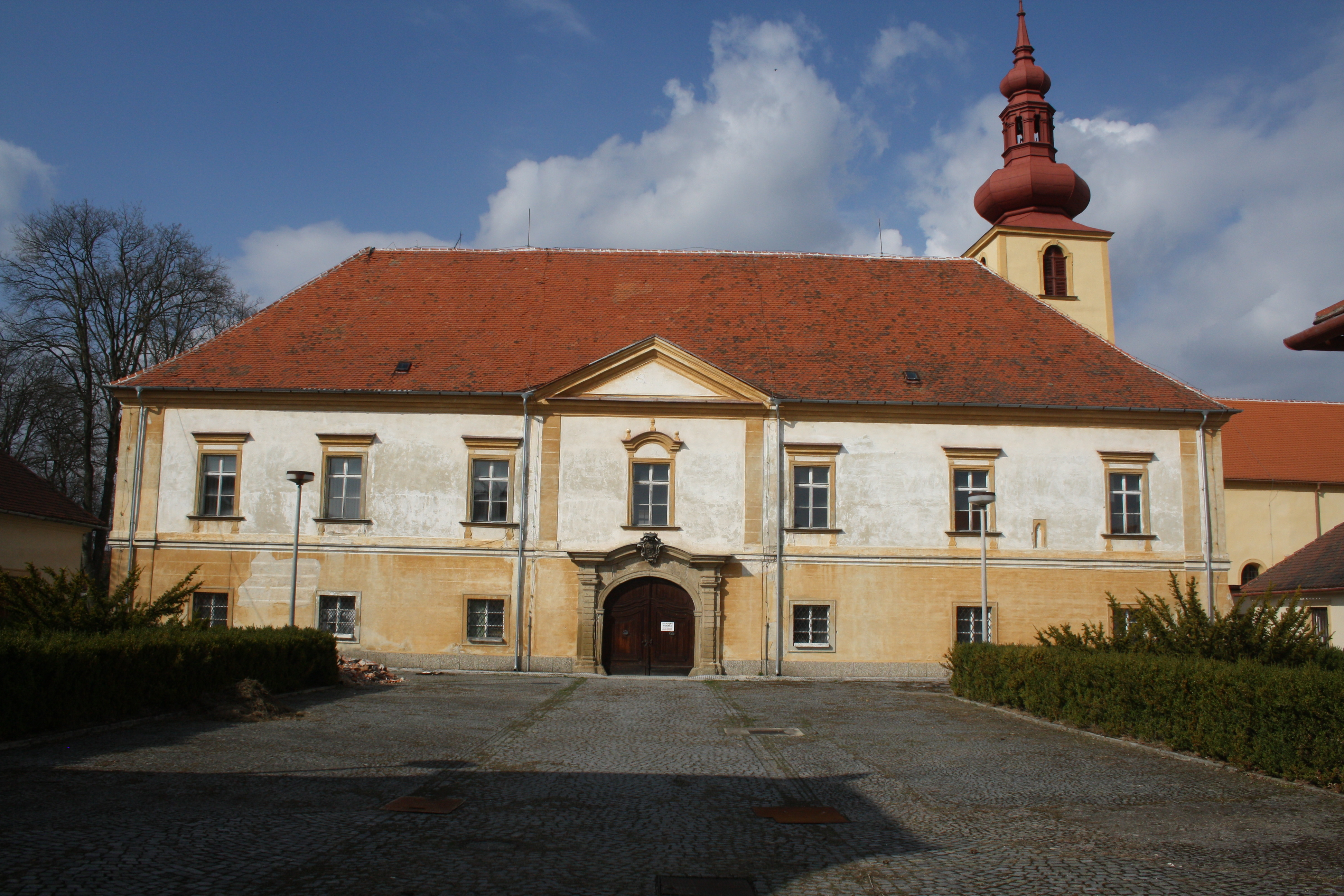
Zámek Dalešice (majetek Daunů 1724–1764)